# Élisa Radziwiłł
Pour les autres membres de la famille, voir Maison Radziwill.
Élisabeth Friederike Luise Martha Radziwiłł dite « Élisa » (née le 28 octobre 1803 à Berlin, morte le 27 août 1834 à Bad Freienwalde) est une membre de la haute noblesse polono-lituanienne (d'ascendance royale). Elle est surtout connue comme l'amour de jeunesse du futur empereur Guillaume Ier.

## Biographie

### Origine
Élisa est la cinquième des huit enfants d'Antoni Radziwiłł et de sa femme Louise de Prusse (1770-1836), fille d'Auguste-Ferdinand de Prusse (le plus jeune frère de Frédéric II de Prusse) faisant d'elle la cousine au second degré du prince Guillaume. Elle reçoit une très bonne éducation et excelle en dessin et en musique.

### Relation avec le prince Guillaume de Prusse (1815-1826)
Élisa et le prince Guillaume, de 5 ans plus âgé, se connaissaient depuis leur plus tendre enfance car les parents d'Élisa rendaient souvent visite au palais du Kronprinz, la résidence du couple royal formé par Frédéric-Guillaume III et Louise de Mecklembourg-Strelitz. Les deux jeunes gens dansent ensemble la valse dans un bal en 1815 – Guillaume et Élisa ont respectivement 18 et 12 ans – et nouent une relation amoureuse. Le 27 janvier 1821, ils jouent ensemble une pièce dans le théâtre de la cour et Élisa, qui avait le rôle-titre, émerveille toute l'assistance. On la décrit comme la plus belle dame de la cour prussienne et on la surnomme l'Ange et la Rose Blanche ou bien l'Éternelle.
L'impossible mariage entre Élisa et Guillaume sera le sujet de conversation de toute l'Europe de 1820 jusqu'en 1826. En effet, le prince Guillaume arrive en seconde position après son frère Frédéric-Guillaume dans la succession du trône de Prusse et doit suivre l'obligation de conclure d'une union avec une compagne de même rang de naissance que lui. Or, malgré la proche parenté des jeunes gens et bien que la mère de la jeune fille soit un membre de la famille royale, le père d'Élisa n'est pas un prince régnant. En outre, si les Radziwills comptent parmi les plus grandes familles nobles de Pologne, en Allemagne, ils n'appartiennent pas au cercle des familles illustres participant à la défunte Diète d'Empire. Au contraire, les ancêtres d'Élisa avaient juste acheté leurs titres allemands de noblesse en 1515 auprès de Maximilien Ier. C'est pourquoi Élisa ne semble pas posséder un degré de noblesse suffisamment élevé pour épouser l'héritier du trône de Prusse, bien que, paradoxalement, la reine de Prusse, Élisabeth de Bavière épouse du frère de Guillaume, le roi Frédéric-Guillaume IV et Élisa descendaient toutes les deux de Bogusław Radziwiłł et Janusz Radziwiłł.  Selon les  traditions des Maisons souveraines Allemandes, une telle union serait considérée comme morganatique et Guillaume devrait renoncer à ses droits au trône ce qui pourrait créer un précédent. 
Le roi Frédéric-Guillaume III, père du prétendant, qui soutient le projet de mariage, demande en 1824 au tsar Alexandre Ier qui n'avait pas d'enfants d'adopter Élisa afin de donner à Elisa un rang royal (Napoléon n'en avait-il pas fait autant avec une nièce de Joséphine?). Le souverain russe refuse.
Le second projet d'adoption par l'oncle d'Élisa, le prince Auguste de Prusse échoue aussi quand la commission supérieure statue que l'adoption « ne change pas le sang » (ce principe prévaut toujours dans la noblesse aujourd'hui). Après un tel jugement, l'union rencontre aussi l'opposition farouche des Mecklembourg, famille de la défunte reine Louise de Prusse qui exerçaient une forte influence dans les cours de Berlin et de Saint-Pétersbourg et qui n'appréciaient pas le père d'Élisa.
Finalement, le roi ordonne à son fils le 22 juin 1826 de renoncer formellement au mariage avec Élisa. Guillaume obéit la mort dans l'âme.
Dans le même temps, le tsar Alexandre Ier décède; Il a pour successeur son frère Nicolas Ier qui a épousé en 1817 Charlotte de Prusse, fille du roi Frédéric-Guillaume III et sœur du malheureux Guillaume.
Sur les conseils de celle-ci, il se résout à demander en mariage Augusta de Saxe-Weimar-Eisenach, une nièce de Nicolas Ier de Russie, de 14 ans sa cadette le 29 août 1826 avec laquelle il aura deux enfants : Frédéric-Guillaume (1831-1888) et Louise (1838-1923).
L'historienne Karin Feuerstein-Prasser révèle le point de vue de Guillaume sur ses deux fiancées à travers sa correspondance avec sa sœur, la tsarine Alexandra Feodorovna (née Charlotte de Prusse), femme de Nicolas Ier de Russie. Au sujet d'Élisa Radziwill, il écrit que « On ne peut aimer qu'une fois dans sa vie, vraiment » et confesse au sujet d'Augusta que « la princesse est agréable et intelligente mais elle me laisse froid ». Même si Augusta est amoureuse de son futur époux et espère un mariage heureux, il en résulte une relation houleuse. Élisabeth Radziwiłł est au courant et considérera le restant de sa vie qu'elle aurait été une meilleure épouse pour le prince prussien.

### Après 1826
Élisa et Guillaume se voient une ultime fois en 1829. Élisa se fiance plus tard au prince Frédéric de Schwarzenberg (de) mais les fiançailles sont, de nouveau, rompues.
Ayant contracté la tuberculose en 1831, la princesse Radziwill décède lors d'une cure à la station thermale de Bad Freienwalde en 1834 à l'âge de 30 ans. En 1838, son cercueil est inhumé dans le nouveau mausolée de la famille Radziwiłł.  
Guillaume Ier succède à son frère sans descendance en 1861. Roi de Prusse, il deviendra également le premier empereur allemand en 1871. Il mourra en 1888 à l'âge 91 ans. Jusqu'à la fin de sa longue vie, l'empereur Guillaume conservera un portrait miniature de celle qui a été l'amour de sa vie à l'intérieur de son bureau au Vieux Palais de Berlin.